# Nosferatu (Bloodbound)
Nosferatu è il primo album in studio del gruppo musicale svedese Bloodbound, pubblicato il 24 febbraio 2006 dalla Metal Heaven.

## Tracce
1. Behind the Moon – 6:32
2. Into the Dark – 4:36
3. Nosferatu – 6:28
4. Metal Monster – 4:28
5. Crucified – 3:55
6. Desdemonamelia – 4:19
7. Fallen from Grace – 4:49
8. Screams in the Night – 4:45
9. For the King – 3:53
10. Midnight Sun – 3:56
11. On the Battlefield – 5:59

Durata totale: 53:40

## Formazione
- Urban Breed – voce
- Tomas Olsson – chitarra
- Fredrik Bergh – basso, tastiera
- Oskar Belin – batteria